# 程四曲
程四曲，中华人民共和国政治人物。
1990年7月毕业于西藏民族学院语文系汉语文专业。2007年1月任西藏自治区政协副秘书长，2009年2月任共青团西藏自治区第八届委员会书记。2013年，连任。2016年11月，任中共日喀则市委副书记。